# Avicennia lanata
Espèce
Statut de conservation UICN

 VU (needs updating) B1+2c : Vulnérable
Avicennia lanata est une espèce de plante de la famille des Avicenniaceae endémique de Malaisie.